# Louis Raemaekers

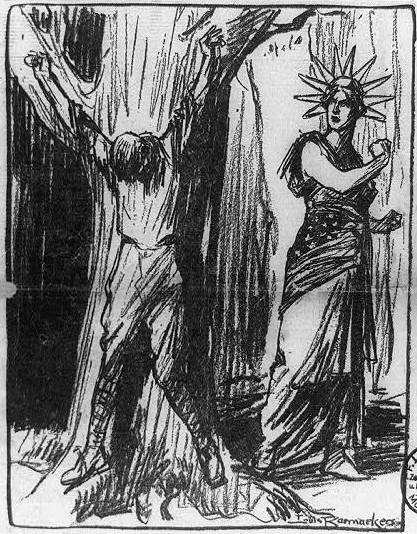
Wake up America!, de Raemaekers, 1918.

Louis Raemaekers (Roermond, 6 de abril de 1869 - Scheveningen, 26 de julio de 1956) fue un dibujante neerlandés. Su madre era de origen alemán. Su obra está caracterizada precisamente por un carácter anti-germano, de hecho el gobierno alemán llegó a poner una recompensa a su cabeza, de 12 000 gulden. Trabajó para publicaciones como Algemeen Handelsblad o De Telegraaf, denunciando la invasión alemana y las «atrocidades» cometidas por estos, entre las que destacaban las concernientes al conocido como «Rape of Belgium».
En su obra, en palabras de Ross Eaman, Raemaekers dibujaba a los alemanes como «agresores inflados y deshumanizados»; otros autores señalan un marcado contraste en su retrato de ambos bandos enfrentados en la Primera Guerra Mundial, atribuyendo a los aliados conceptos como «cultura» y «civilización» y a los alemanes el de «barbarismo». Ha sido calificado como una de las figuras claves en la propaganda de las ideas del bando aliado. En 1917 fue enviado a una gira por Estados Unidos con el fin de prender el sentimiento germanófobo en el país; llegó a recibir elogios ese mismo año del expresidente Theodore Roosevelt.